# Antoine Martinez (peintre)
Pour les articles homonymes, voir Antoine Martinez et Martinez.
 (juillet 2025).
Antoine Martinez, né le 11 juillet 1913 à Oran (Algérie) et mort le 11 avril 1970 à La Verrière (Yvelines), est un peintre figuratif français.

## Biographie
En 1934, il obtient le prix Eugène-Thirion.

## Œuvres d'Antoine Martinez dans des collections publiques
- Musée des années 1930 à Boulogne-Billancourt, France
- Musée d'art moderne de Céret, France
- Musée d'art moderne de Collioure, France
- Musée Cirta de Constantine, Algérie
- Musée de l'histoire de la France en Algérie à Montpellier, France
- Musée d'art et d'histoire de Narbonne, France
- Musée Ahmed Zabana d'Oran, ex-musée Demaeght, Algérie
- Musée de l'Ile-de-France à Sceaux (Paris), France
- Deputacion Provinciale de Segovia, Espagne
- École nationale supérieure des beaux-arts de Paris